# Уилер, Ад
Альберт Фредерик Уилер (англ. Albert Frederick Wheeler; 5 мая 1899, Лондон — неизвестно), также известный как Ад Уилер (англ. Ad Wheeler) — английский футболист, игравший на позиции нападающего, выступал за нидерландские команды «Харлем» и «Аякс».

## Биография
Альберт Фредерик родился в мае 1899 года в Лондоне. В ноябре 1925 года поселился в Амстердаме по адресу Сингел 309. В конце декабря сыграл в товарищеском матче за футбольный клуб «Харлем» из одноимённого города. Издание Sportkroniek отмечало, что англичанин скоро присоединится к команде. Первую игру в чемпионате Нидерландов провёл 24 января 1926 года против клуба ЭДО, сыграв на позиции левого полусреднего нападающего — встреча завершилась вничью 3:3. 14 февраля забил два гола в ворота роттердамского «Фейеноорда», в гостях его команда уступила со счётом 4:3. В том сезоне Уилер сыграл 8 матчей и отметился 3 забитыми голами, включая гол в стыковых матчах. В чемпионате «Харлем» занял последнее место в своей группе и по итогу переходного турнира отправился во второй класс Нидерландов.
В августе 1926 года перешёл в амстердамский «Аякс». На тот момент он проживал в южной части Амстердама по адресу Сейнтюрбан 177. В новой команде дебютировал 12 сентября в товарищеской встрече с «Энсхеде», завершившейся победой амстердамцев со счётом 4:1. Нападающий вышел на поле на 46-й минуте, заменив Франса Рютте, и отметился голом в конце матча. Через неделю сделал дубль в товарищеской игре с клубом ЗАК. В чемпионате англичанин сыграл за «красно-белых» всего один матч — 24 октября против клуба ВЮК, заменив в стартовом составе Хенка Хордейка. После первого тайма футболисты «Аякса» проигрывали гостям, но в концовке матча Уилеру удалось сравнять счёт — 1:1. В том сезоне играл также за второй состав, где выступали Вим Хангард, Пит Вюндеринк и Вим де Бойс.
В конце марта 1927 года было объявлено о его возвращении в состав «Харлема». 30 апреля вышел в стартовом составе в матче с ХФК, который проходил в рамках чемпионата Харлема. Встреча проходила на стадионе «Спаньярдслан» и завершилась поражением «Харлема» со счётом 3:0. В сезоне 1927/28 он не выступал за клуб, а в феврале 1928 года вернулся в Лондон. 

## Статистика выступлений
| Клуб             | Сезон            | Чемпионат Нидерландов | Чемпионат Нидерландов | Прочие | Прочие | Итого | Итого |
| Клуб             | Сезон            | Игры                  | Голы                  | Игры   | Голы   | Игры  | Голы  |
| ---------------- | ---------------- | --------------------- | --------------------- | ------ | ------ | ----- | ----- |
| Харлем           | 1925/26          | 6                     | 2                     | 2      | 1      | 8     | 3     |
| Харлем           | Итого            | 6                     | 2                     | 2      | 1      | 8     | 3     |
| Аякс             | 1926/27          | 1                     | 1                     |        |        | 1     | 1     |
| Аякс             | Итого            | 1                     | 1                     |        |        | 1     | 1     |
| Всего за карьеру | Всего за карьеру | 7                     | 3                     | 2      | 1      | 9     | 4     |